# Lysacris sylvestris
Lysacris sylvestris är en insektsart som beskrevs av Marius Descamps och Christiane Amédégnato 1972. Lysacris sylvestris ingår i släktet Lysacris och familjen gräshoppor. Inga underarter finns listade i Catalogue of Life.